# Charles Dera
Charles Dera (ur. 21 grudnia 1978 w Filadelfii) – amerykański aktor filmów pornograficznych, tancerz, model i zawodnik MMA. Związany się z agencją OC Modeling. Jego znakiem szczególnym są dwa tatuaże: na lewej stronie klatki piersiowej z buldogiem, poniżej z napisem Marines i smoka na środku prawego bicepsa. 

## Wczesne lata
Urodził się w Filadelfii w stanie Pensylwania w rodzinie pochodzenia irlandzko-polskiego. Jako nastolatek spędzał dużo czasu w lesie i na wyścigach rowerowych BMX. W wieku 19 lat wstąpił do United States Marine Corps, gdzie w latach 1997–2000 odbył służbę wojskową. Od 2003 trenował z przerwami jujutsu, zdobywając czarny pas, a także boks tajski. 
Ukończył Pepperdine University. Osiedlił się w hrabstwie Orange County w Kalifornii. 

## Początki kariery
W 1998 rozpoczął pracę w Nowym Jorku jako model. Pracował też jako trener brazylijskiego jiu-jitsu i fotomodel reklamujący bieliznę męską w reklamach, a jego zdjęcia publikowane były na łamach licznych czasopism i katalogów. Pojawił się w Saturday Night Live z Alekiem Baldwinem i operze mydlanej CBS Guiding Light.
W 2005 otrzymał tytuł Człowieka roku w plebiscycie miesięcznika „Playgirl”. Pojawił się również z kilkoma innymi modelami w filmie DVD Sharpshooter Studios Underwear Uncovered (2005). 

## Kariera MMA
W latach 2004–2005 i 2009 był zawodnikiem w profesjonalnych walkach MMA, stoczył sześć pojedynków, w tym pięć walk zawodowych i jedną amatorską. Trenował pod kierunkiem innego tancerza Chippendales i profesjonalnego zawodnika MMA wagi średniej Mike’a Folanda.

## Kariera w branży porno
Karierę w branży filmowej dla dorosłych rozpoczął w 2007. Reprezentowany przez agencję OC Modeling, pracował dla Digital Playground, Brazzers, Wicked Pictures, Vivid i Naughty America. Jedną z jego ról był pirat w produkcji Pirates II: Stagnetti’s Revenge (2008) w scenie seksu ze Stoyą, a także król Leonidas I w kostiumowym filmie historycznym Michaela Ninna Cztery (The Four, 2012). Otrzymał dwukrotnie nagrodę XRCO Award w kategorii najlepszy nowy ogier (2008) i niedoceniony szermierz (2009). Został też laureatem nagrody AVN Award w kategorii niedoceniony wykonawca roku (2009).
W grudniu 2015, po czterech latach nieobecności, powrócił do przemysłu pornograficznego. W parodiach porno studia Brazzers wystąpił m.in. jako Donald Trump w parodii amerykańskich wyborów, Kapitan Ameryka w Parodies Awaken 2 (2016), X-Men Wolverine w XXX-Men: Psylocke vs. Magneto (2016) i XXX-Men: Shagging the Shapeshifter (XXX Parody) (2016) oraz Batman w Supergirl XXX: An Axel Braun Parody (2016) i Suicide Squad XXX: An Axel Braun Parody (2016), poza tym wystąpił w Ghostbusters XXX Parody (2016), Mortal Kombat: A XXX Parody (2017) i parodii gry komputerowej Metal Gear Solid – Metal Rear Solid: The Phantom Peen XXX Parody (2017) jako szef.
Reklamował sprzęt i zabawki dla dorosłych BDSM firmy Stockroom. 16 sierpnia 2017 był gościem audycji radiowej Holly Randall Unfiltered. Podczas Walentynek 2020 wystąpił w programie Brazzers Valentine’s Day Affair. Wziął udział w kontrowersyjnej scenie LatinaAbuse.com Over Or Under (2019) z Tori Avano i Steve’em Holmesem.
W 2018 ogłosił uruchomienie strony internetowej ToughLoveX.com, na której prezentował swoje alter ego - fikcyjną postać szorstkiego Karla ToughLove i jego erotyczne przygody.
Znalazł się wśród pięciu najlepszych wykonawców Adult Time 2020 w Montrealu. W melodramacie biograficznym Joanny Angel Casey: A True Story (2021), nominowanym do nagrody AltPorn jako najlepszy film fabularny, zagrał buntownika.
W styczniu 2023 został wprowadzony do alei sław Brazzers Hall of Fame.

## Chippendales
W jednym z odcinków serialu Sin City Diaries (2007) – pt. Tour of Duty wystąpił w roli Nicka, starszego brata Matthew. Jego występ jako striptizera został także przedstawiony w filmie dokumentalnym E! Entertainment Men of the Strip (2014). 
Stał się znany jako jeden z tancerzy Chippendales w Las Vegas. W 2014 występował jako „Weteran” wraz z męską grupą striptizerów Men of The Strip z Jeffem Timmonsem, a na jednym z występów gościem była Maria Menounos.

## Nagrody i nominacje
| Rok  | Nagroda                     | Kategoria                                                       | Film                                                                | Inni wykonawcy | Rezultat  |
| ---- | --------------------------- | --------------------------------------------------------------- | ------------------------------------------------------------------- | --- | --------- |
| 2005 | Nagroda magazynu „Playgirl” | Człowiek roku                                                   | –                                                                   | – | Wygrana   |
| 2008 | AVN Award                   | Najlepszy debiutant                                             | –                                                                   | – | Nominacja |
| 2008 | AVN Award                   | Najlepsza scena seksu oralnego – wideo                          | Babysitters (2007)                                                  | Sasha Grey, Jerry, Jay Lassiter i Sascha                                                                           | Wygrana   |
| 2008 | XRCO Award                  | Najlepszy nowy ogier                                            | –                                                                   | – | Wygrana   |
| 2009 | AVN Award                   | Najlepsza scena triolizmu                                       | Jesse Jane: Kiss Kiss (2008)                                        | Jenna Haze i Jesse Jane                                                                                            | Nominacja |
| 2009 | AVN Award                   | Wykonawca roku                                                  | –                                                                   | – | Wygrana   |
| 2009 | AVN Award                   | Najlepsza scena seksu grupowego                                 | Pirates II: Stagnetti’s Revenge (2008)                              | Abbey Brooks, Shyla Stylez, Marco Banderas, Stoya, Veronica Rayne, Manuel Ferrara, Gabriella Fox i Brea Lynn       | Nominacja |
| 2009 | XRCO Award                  | Niedoceniany szermierz                                          | –                                                                   | – | Wygrana   |
| 2017 | AVN Award                   | Najlepsza scena triolizmu (chłopak/chłopak/dziewczyna)          | Brett Rossi Is Delicious (2016)                                     | Brett Rossi i Tommy Gunn                                                                                           | Nominacja |
| 2017 | AVN Award                   | Najlepsza scena triolizmu (chłopak/chłopak/dziewczyna)          | Suicide Squad XXX: An Axel Braun Parody (2016)                      | Kleio Valentien i Tommy Pistol                                                                                     | Wygrana   |
| 2017 | XBIZ Award                  | Najlepsza scena seksu w parodii                                 | Supergirl XXX: An Axel Braun Parody (2016)                          | Carter Cruise | Nominacja |
| 2018 | NightMoves Award            | Najlepszy wykonawca                                             | –                                                                   | – | Nominacja |
| 2018 | Inked Award                 | Najlepsza scena seksu grupowego                                 | Bloodthirsty Biker Babes 2 (2017)                                   | Anna Bell Peaks, Tommy Gunn i Felicity Feline                                                                      | Nominacja |
| 2018 | AVN Award                   | Najlepszy aktor                                                 | Half His Age: A Teenage Tragedy (2017)                              | – | Nominacja |
| 2018 | AVN Award                   | Najlepsza scena seksu triolizmu (dziewczyna/dziewczyna/chłopak) | Half His Age: A Teenage Tragedy (2017)                              | Jill Kassidy i Kristen Scott                                                                                       | Nominacja |
| 2018 | AVN Award                   | Najlepsza scena seksu chłopak/dziewczyna                        | Half His Age: A Teenage Tragedy (2017)                              | Jill Kassidy | Nominacja |
| 2018 | XBIZ Award                  | Najlepsza scena seksu                                           | Sacrosanct (2017)                                                   | Katrina Jade, Tommy Gunn i Nigel Dictator                                                                          | Wygrana   |
| 2018 | XBIZ Award                  | Wykonawca roku                                                  | –                                                                   | – | Nominacja |
| 2018 | XBIZ Award                  | Najlepszy aktor                                                 | Half His Age: A Teenage Tragedy (2017)                              | – | Wygrana   |
| 2018 | XRCO Award                  | Najlepszy aktor                                                 | Half His Age: A Teenage Tragedy (2017)                              | – | Nominacja |
| 2018 | XRCO Award                  | Niedoceniony szermierz                                          | –                                                                   | – | Wygrana   |
| 2019 | XBIZ Award                  | Wykonawca roku                                                  | –                                                                   | – | Nominacja |
| 2019 | XBIZ Award                  | Najlepszy aktor w realizacji tabu                               | The Electra Complex (2018)                                          | – | Nominacja |
| 2019 | XBIZ Award                  | Najlepsza scena seksu w realizacji o tematyce par               | Dark Obsession (2018)                                               | Ana Foxxx i Romi Rain                                                                                              | Nominacja |
| 2019 | XBIZ Award                  | Najlepsza scena seksu w realizacji tabu                         | The Bad Uncle (2018)                                                | Jaye Summers | Nominacja |
| 2019 | AVN Award                   | Najlepszy aktor – film średniometrażowy                         | The Sting (2018)                                                    | – | Nominacja |
| 2019 | AVN Award                   | Najlepszy aktor drugoplanowy                                    | Cartel Sex (2018)                                                   | – | Wygrana   |
| 2019 | AVN Award                   | Najlepsza scena seksu triolizmu (chłopak/chłopak/dziewczyna)    | XXX Parodies (2018)                                                 | Dani Jensen i Xander Corvus                                                                                        | Nominacja |
| 2019 | XRCO Award                  | Niedoceniony szermierz                                          | –                                                                   | – | Wygrana   |
| 2019 | NightMoves Award            | Nagroda fanów: Najlepszy wykonawca                              | –                                                                   | – | Wygrana   |
| 2019 | Fleshbot Award              | Najlepsza scena chłopak/dziewczyna                              | Dad’s Paddle Collection (2018)                                      | Marley Brinx | Nominacja |
| 2019 | Fleshbot Award              | Najlepszy wykonawca                                             | –                                                                   | – | Nominacja |
| 2019 | Fleshbot Award              | Najlepsza scena seksu oralnego                                  | Who’s the Boss (2018)                                               | Alexxxis Allure | Nominacja |
| 2019 | Fleshbot Award              | Najlepsza scena seksu grupowego                                 | Bad Samaritans (2018)                                               | Cadence Lux i Seth Gamble                                                                                          | Nominacja |
| 2020 | XBIZ Award                  | Najlepsza scena seksu – winieta                                 | Bad Samaritans (2018)                                               | Cadence Lux i Seth Gamble                                                                                          | Nominacja |
| 2020 | XBIZ Award                  | Wykonawca roku                                                  | –                                                                   | – | Nominacja |
| 2020 | XBIZ Award                  | Najlepszy aktor drugoplanowy                                    | Blow: A DP XXX Parody (2018)                                        | – | Nominacja |
| 2020 | XCritic Award               | Niedoceniany szermierz                                          | –                                                                   | – | Nominacja |
| 2020 | XRCO Award                  | Niedoceniony szermierz                                          | –                                                                   | – | Nominacja |
| 2020 | AVN Award                   | Wykonawca roku                                                  | –                                                                   | – | Nominacja |
| 2020 | AVN Award                   | Najlepsza scena seksu triolizmu (chłopak/chłopak/dziewczyna)    | Female Submission: The Date (2019)                                  | Emily Willis i Danny Mountain                                                                                      | Nominacja |
| 2020 | AVN Award                   | Najlepsza scena seksu POV                                       | You’re Under Arrest (Be the Cuck, 2019)                             | Alexis Fawx | Nominacja |
| 2020 | Spank Bank Award            | Wykonawca roku                                                  | –                                                                   | – | Nominacja |
| 2020 | NightMoves Award            | Najlepszy wykonawca                                             | –                                                                   | – | Nominacja |
| 2021 | XBIZ Award                  | Wykonawca roku                                                  | –                                                                   | – | Nominacja |
| 2021 | AVN Award                   | Nagroda fanów: Ulubiony gwiazdor                                | –                                                                   | – | Nominacja |
| 2021 | AVN Award                   | Najlepszy aktor średniometrażowego filmu fabularnego            | Cutting the Cord: A Jane Wilde Story: Nice Girls Finish Last (2020) | – | Nominacja |
| 2021 | AVN Award                   | Najlepsza scena seksu chłopak / dziewczyna                      | Cutting the Cord: A Jane Wilde Story: Nice Girls Finish Last (2020) | Jane Wilde | Nominacja |
| 2021 | AVN Award                   | Najlepsza reżyseria – zawartość witryny / sieci                 | ToughLoveX.com                                                      | – | Nominacja |
| 2021 | AVN Award                   | Najlepsza scena triolizmu (chłopak/chłopak/dziewczyna)          | Evil Girls With Mormon Boys (2020)                                  | Cherie DeVille i Codey Steele                                                                                      | Nominacja |
| 2021 | AVN Award                   | Wykonawca roku                                                  | –                                                                   | – | Nominacja |
| 2021 | NightMoves                  | Najlepszy wykonawca                                             | –                                                                   | – | Nominacja |
| 2021 | XRCO Award                  | Niedoceniony szermierz                                          | –                                                                   | – | Wygrana   |
| 2021 | Fleshbot Award              | Najlepsza scena seksu analnego                                  | An Anal Favor (2021)                                                | Gia Derza | Nominacja |
| 2022 | XBIZ Award                  | Wykonawca roku                                                  | –                                                                   | – | Nominacja |
| 2022 | XBIZ Award                  | Najlepsza scena seksu w filmie fabularnym                       | Casey: A True Story (2021)                                          | Kira Noir | Nominacja |
| 2022 | AVN Award                   | Wykonawca roku                                                  | -                                                                   | - | Nominacja |
| 2022 | AVN Award                   | Sala sławy Hall of Fame AVN                                     | –                                                                   | – | Wygrana   |
| 2022 | AVN Award                   | Najlepsza scena seksu POV                                       | Horny Happy Birthday (2021)                                         | Kylie Rocket | Nominacja |
| 2022 | AVN Award                   | Ulubiony gwiazdor porno                                         | –                                                                   | – | Nominacja |
| 2022 | NightMoves Award            | Najlepszy aktor                                                 | –                                                                   | – | Nominacja |
| 2022 | AltPorn Award               | Najlepszy film pełnometrażowy wideo                             | Casey: A True Story (2021)                                          | Kira Noir, Kenna James, Kylie Le Beau, Casey Kisses, Khloe Kay, Dante Colle, Owen Gray i Tommy Pistol              | Nominacja |
| 2022 | Fleshbot Award              | Wykonawca roku                                                  | –                                                                   | – | Nominacja |
| 2022 | Fleshbot Award              | Najlepszy penis                                                 | –                                                                   | – | Nominacja |
| 2023 | XBIZ Award                  | Wykonawca roku                                                  | –                                                                   | – | Nominacja |
| 2023 | XBIZ Award                  | Najlepsza scena seksu w filmie fabularnym                       | The Bad Neighbors (2022)                                            | Laney Grey i Seth Gamble                                                                                           | Nominacja |
| 2023 | AVN Award                   | Nagroda fanów: Ulubiony gwiazdor porno                          | —                                                                   | — | Nominacja |
| 2023 | AVN Award                   | Najlepszy aktor                                                 | Duplicity (2022)                                                    | – | Nominacja |
| 2023 | XRCO Award                  | Najlepszy aktor                                                 | Duplicity (2022)                                                    | – | Nominacja |
| 2023 | Fleshbot Award              | Wykonawca roku                                                  | –                                                                   | – | Nominacja |
| 2023 | Fleshbot Award              | Najlepszy penis                                                 | –                                                                   | – | Nominacja |
| 2023 | Fleshbot Award              | Legacy Award                                                    | –                                                                   | – | Nominacja |
| 2024 | AVN Award                   | Najlepsza scena seksu w Tag Teamie                              | Machine Gunner – Episode 2 (2023)                                   | Kira Noir i Scott Nails                                                                                            | Wygrana   |
| 2024 | AVN Award                   | Nagroda fanów: Ulubiony gwiazdor porno                          | –                                                                   | – | Nominacja |
| 2024 | XBIZ Award                  | Wykonawca roku                                                  | –                                                                   | – | Nominacja |
| 2024 | XBIZ Award                  | Najlepsza scena seksu w filmie pełnometrażowym                  | Love, Sex & Throuple Trouble (2023)                                 | Anna Claire Clouds i Cassie Del Isla                                                                               | Nominacja |
| 2025 | AVN Award                   | Najlepszy aktor pierwszoplanowy                                 | Iris (2024)                                                         | – | Nominacja |
| 2025 | AVN Award                   | Najlepsza scena gangbangu                                       | Deep Into Blu Part 5: Jewelz Blu’s Pirate Gangbang (2024)           | Jewelz Blu, Prince Yahshua, John Strong, Scotty P i Lawson Jones                                                   | Nominacja |
| 2025 | AVN Award                   | Wykonawca roku                                                  | –                                                                   | – | Nominacja |
| 2025 | AVN Award                   | Najlepsza scena seksu w Tag Teamie                              | Brazzers: Emergency Press Cumference (2024)                         | Alexis Fawx i Ricky Johnson                                                                                        | Nominacja |
| 2025 | AVN Award                   | Najlepsza międzynarodowa scena seksu chłopak/dziewczyna         | Mystic Melodies (2024)                                              | Kama Oxi | Nominacja |
| 2025 | AVN Award                   | Nagroda fanów: Ulubiony gwiazdor porno                          | –                                                                   | – | Nominacja |
| 2025 | XMA Award                   | Wykonawca roku                                                  | –                                                                   | – | Nominacja |
| 2025 | XMA Award                   | Najlepsza scena seksu – film fabularny                          | Iris (2024)                                                         | Jennifer White | Nominacja |
| 2025 | XMA Award                   | Najlepsza scena seksu – orgia/grupa                             | Climax 4 (2024)                                                     | Nicole Doshi, Ana Foxxx, Kenna James, Valentina Nappi, August Skye, Kendra Sunderland, Seth Gamble i Isiah Maxwell | Nominacja |

## Lista walk w MMA
2 zwycięstwa (2 przez decyzję) – 2 porażki (0 przez KO/TKO, 1 przez poddanie, 1 przez decyzję) – 1 remis
| Wynik     | Przeciwnik     | Rozstrzygnięcie       | Runda | Czas | Rozgrywki                                             | Data       |
| --------- | -------------- | --------------------- | ----- | ---- | ----------------------------------------------------- | ---------- |
| Przegrana | Alan Shook     | Decyzja (jednogłośna) | 3     | 3:00 | Hyatt 3: Redemption (NFAMMA – MMA)                    | 16.10.2009 |
| Wygrana   | Shaun Gutridge | Decyzja (jednogłośna) | 3     | 3:00 | TFA 16 – Battle in the Bullring                       | 12.09.2009 |
| Wygrana   | Yusef Lewis    | Decyzja (jednogłośna) | 3     | 3:00 | Hyatt Westlake Plaza, Westlake Village (NFAMMA – MMA) | 28.05.2009 |
| Przegrana | Nate Moore     | Decyzja (jednogłośna) | 3     | 3:00 | Hyatt West Lake Village (NFAMMA – MMA)                | 3.05.2009  |
| Remis     | Amos Sotelo    | Remis                 | 3     | 5:00 | DH 4 – Desert Heat 4                                  | 12.03.2009 |